# Ingenmansland (sång)
Ingenmansland är en sång som framfördes av Jan Johansen i Melodifestivalen 2001. Bidraget som skrevs av Ingela 'Pling' Forsman och Bobby Ljunggren slutade på 4:e plats.
Melodin låg på Svensktoppen i en vecka, på sjätte plats den 17 mars 2001 .

## Listplaceringar
Singeln nådde som högst 21:a plats på den svenska singellistan.
| Lista (2001) | Topplacering |
| ------------ | ------------ |
| Sverige      | 21           |